# Port lotniczy Bocanda
Port lotniczy Bocanda (ICAO: DIBC) – port lotniczy położony w Bocanda, w regionie N'zi-Comoé, w Wybrzeżu Kości Słoniowej.